# 中壢轉接道
24°58′16.10″N 121°13′4.88″E / 24.9711389°N 121.2180222°E
中壢轉接道為臺灣國道一號和五楊高架的轉接匝道，位於臺灣桃園市中壢區，指標為59.7k，前身為已解編之中壢戰備跑道，該段採平面設計，提供用路人高架與平面路線之間的轉換。
國道一號主線南下車流可由此進入五楊高架前往校前路交流道，或至楊梅端匯入國道一號平面車道至湖口、竹北、新竹等以南各交流道。
五楊高架北上車流可由此匯入國道一號主線至內壢、機場系統、桃園等以北各交流道，主線北上車流可由此匯入五楊高架前往機場系統銜接國道二號至蘆竹、高鐵桃園站、大園或桃園機場，或至泰山轉接道匯入國道一號平面車道。
|       | 59 中壢轉接道 | 南 下    |      | 快速公路 |
| 中壢  | 59 中壢轉接道 | 南 下    |      |          |
|       | 59 中壢轉接道 | 南 下    | 湖口 |          |
| 楊梅  | 59 中壢轉接道 | 南 下    |      |          |
| 北 上 | 59 中壢轉接道 |          | 桃園 |          |
| 北 上 | 59 中壢轉接道 | 高速公路 |      |          |
| 北 上 | 59 中壢轉接道 | 中壢     |      |          |
| 北 上 | 59 中壢轉接道 | 桃園機場 |      |          |
| 北 上 | 59 中壢轉接道 | 五股     |      |          |

## 外部連結
- 國道一號中壢轉接道、中壢交流道示意圖 （页面存档备份，存于）（交通部高速公路局）